# William Mayne
William Mayne (né le 16 mars 1928 et mort le 24 mars 2010)  est un romancier britannique de littérature d'enfance et de jeunesse.

## Biographie
Il est né à Kingston-upon-Hull. Il a étudié pendant cinq ans à la maîtrise de la cathédrale de Canterbury, ce qui lui servira d'inspiration pour sa série de romans autour d'un chœur d'enfants.
Il commence à publier dans les années 1950. Ses romans obtiennent un grand succès auprès des critiques, qui le considèrent comme un des auteurs les plus originaux de littérature de jeunesse. Son roman A Swarm in May (1955) est adapté au cinéma par le Children's Film Unit en 1983, et Earthfasts (1966) est devenu une série télévisée en cinq épisodes en 1994.

### Condamnation
Il avait été accusé d'agressions en 1973 et 1999, mais ce n'est qu'en 2004 qu'il est jugé à la suite de la plainte d'une femme qu'il avait connue lorsqu'elle avait huit ans. Accusé de viol sur des mineures, il reconnaît des agressions sexuelles sur onze petites filles à la faveur d'une négociation de peine qui abandonne l'incrimination de viol. Il écope d'une peine de deux ans et demi de prison et d'une inscription dans le registre des criminels sexuels.

### Mort
Il est retrouvé mort de causes naturelles à son domicile en mai 2010. Dans un texte d'hommage, un de ses amis, le critique littéraire Brian Alderson, traite de « vindicatifs ou lâches » les éditeurs qui ont refusé de publier ses œuvres après sa condamnation pour « un comportement violent envers des jeunes fillettes il y a quelque trente ans ou plus dans le passé ». Les éditions Faber and Faber rééditent six de ses romans en impression à la demande.

## Récompenses
- 1957 : Médaille Carnegie pour A Glass Rope
- 1978 : (international) « Honor List »[8], de l' IBBY, catégorie Auteur, pour A Year and a Day
- 1983 : "Mention" Premio Grafico Fiera di Bologna per l'Infanzia de  la Foire du livre de jeunesse de Bologne[9] (Italie) pour Périlleuse aventure d'une chatte tigrée, coréalisé avec Nicola Bayley.
- 1984 : (international) « Honour List »[8] de l' IBBY, catégorie Auteur, pour All the King's Men
- 1993 :  Guardian Children's Fiction Prize pour Low Tide
- 1997 : Kurt Maschler Award, avec Jonathan Heale, pour Lady Muck

## Œuvre parue en France
- Périlleuse aventure d'une chatte tigrée (The Patchwork cat), avec Nicola Bayley, Paris : Gallimard, 1981
- Histoire d'une souris et d'un œuf (The Mouse and the egg), Paris : Flammarion, 1981
- Le Livre vert des aventures de Hob (The Green book of Hob stories), ill. par Patrick Benson, Paris : A. Michel, 1984
- Le Livre rouge des aventures de Hob, ill. par Patrick Benson, Paris : A. Michel, 1984
- Le Livre bleu des aventures de Hob, ill. par Patrick Benson, Paris : A. Michel, 1984
- Le Livre jaune des aventures de Hob, ill. par Patrick Benson, Paris : A. Michel, 1984
- Peau de Lièvre et Peau de Daim (Drift), Paris : l'École des loisirs, 1988
- Trois petits renards, Toulouse : Milan, 1989